# Unterschönenbuch
Unterschönenbuch ist ein Teil der Gemeinde Ingenbohl. Der Weiler liegt im Nordosten der Gemeinde, nahe an der Grenze zu Schwyz, zu dem das benachbarte Oberschönenbuch gehört. Er hat rund 150 Bewohner.

## Wirtschaft
Unterschönenbuch ist ein Kraftwerkstandort der Centralschweizerischen Kraftwerke (CKW), bzw. deren Tochtergesellschaft, des Elektrizitätswerks Schwyz.
Zudem betreibt der Zementkonzern Holcim einen Steinbruch und ein Schotterwerk in Unterschönenbuch. Allerdings wird nicht mehr in Unterschönenbuch abgebaut, sondern im Fronalpstock. Die Abbaugebiete in Unterschönenbuch selbst wurden wieder aufgeschüttet oder mit Biotopen versehen. Als Verbindung des Schotterwerkes zum mittlerweile stillgelegten Holcim-Zementwerk in Brunnen diente das Mühlibähnli, eine schmalspurige dieselbetriebene Werkbahn. Seit der Werkschliessung verkehren keine Züge mehr, die Schienenstränge wurden im Zuge des Aufbaus eines Fernwärmenetzes in der Gemeinde Ingenbohl bis auf ein kurzes Reststück im Steinbruch Unterschönenbuch abgebaut.

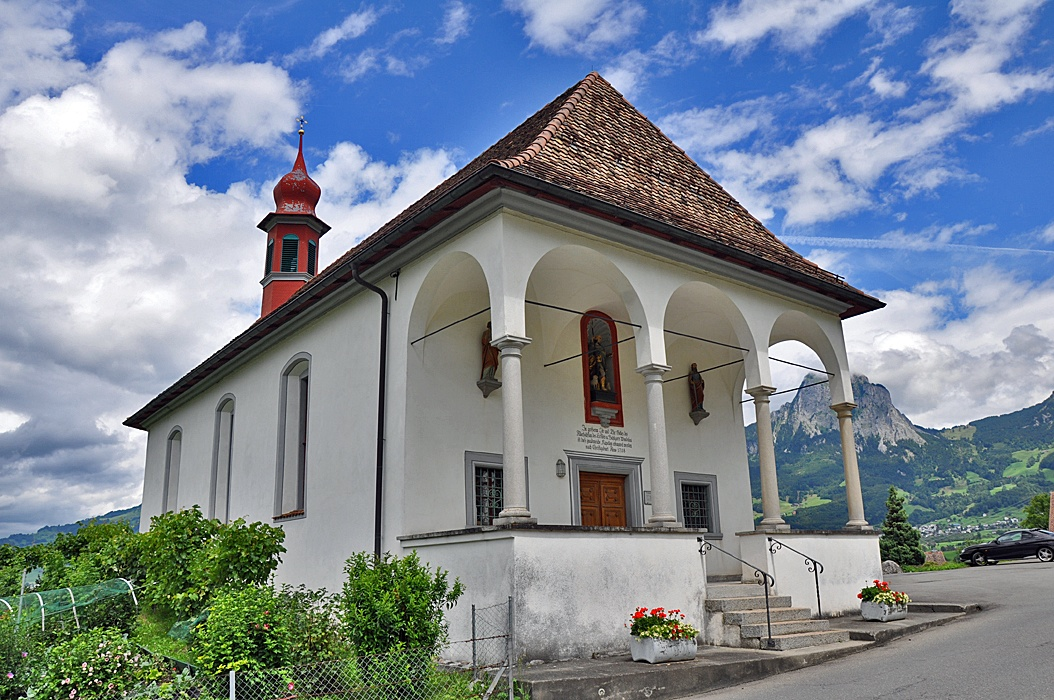
Wendelkapelle Unterschönenbuch

## Kapellen

### St. Wendelin
Mit dem Bau der Kapelle, welche den Mittelpunkt Unterschönenbuchs bildet, wurde 1625 begonnen. Zehn Jahre später wurde sie vollendet und 1640 vom Konstanzer Bischof geweiht. 1708 wurde mit dem heute bestehenden Gebäude begonnen, welches 1827/28, 1886 und zuletzt 1992/1993 aufwändigen Restaurierungen unterzogen wurde. In den Fenstern sind die Familienwappen Ingenbohler Bürger eingelassen.

### Zahnwehkapelle
Die Zahnwehkapelle ist die kleinste Kapelle auf Ingenbohler Gemeindegebiet. Sie liegt am Jakobsweg. Sie ist der Heiligen Apollonia gewidmet, welcher der Legende nach alle Zähne ausgeschlagen wurden. Die sich in Privatbesitz befindende Kapelle ist im Volk stark verankert, so pilgerten Menschen bei Zahnschmerzen zur Kapelle.

## Verkehr
An den öffentlichen Verkehr ist Unterschönenbuch nicht angeschlossen, die beiden nächstgelegenen Bushaltestellen auf Gemeindegebiet sind Gätzli und Klosterstrasse der AAGS. Das Mühlibähnli war bis zu seiner Stilllegung stets dem Güterverkehr vorbehalten.
Der Weiler liegt an der Nebenstrasse Ingenbohl – Ibach.
Das Steinbruchareal Unterschönenbuch stand als eines der Gebiete einer möglichen neuen Talstation einer neuen Luftseilbahn zum Stoos als Ersatz der Standseilbahn Schwyz–Stoos zur Debatte.

## Personen
- Josef Stump (1883–1929), Schwyzerörgelispieler
- Franz Betschart (1871–1949), Schwinger